# Macrodicella derelicta
Macrodicella derelicta is een vlinder uit de familie van de spinneruilen (Erebidae). De wetenschappelijke naam van deze soort werd voor het eerst voorgesteld als Phryganopsis derelicta door Hubert Robert Debauche in een publicatie uit 1942.
Deze soort komt voor in Oeganda en Rwanda.